# Latferde
Latferde ist ein Dorf der Gemeinde Emmerthal im Landkreis Hameln-Pyrmont in Niedersachsen.
Der Ort Latferde gehört zusammen mit den ehemaligen Gemeinden Bessinghausen, Börry, Brockensen, Frenke, Hajen und Esperde zur Gemeinde Emmerthal. Latferde liegt auf dem rechten (östlichen) Weser-Ufer. Südlich von Latferde mündet die Ilse in die Weser. Am 1. Januar 1973 wurde Latferde in die neue Gemeinde Emmerthal eingegliedert. Der Ortsteil hat 196 Einwohner (Stand 30. Juni 2022). Bis zur Abstufung des Teils über die Grohnder Fähre mündete in Latferde die Landesstraße L 429 in die L 424.

## Söhne und Töchter des Ortes
- Wilhelm Sagebiel (1855–1940), Bildhauer
- Rudolf Volkmann (1897–1975), kommunistischer Politiker
- Friedel Zeddies (1894–1974),  Politiker (DP)